# El Tormo (Cirat)
El Tormo és una població ubicada al terme municipal de Cirat, de la qual dista a 6 quilòmetres, a la comarca de l'Alt Millars, País Valencià. L'any 2014 tenia 74 habitants.

## Entorn
La pedania, a 418 metres d'altitud, es troba al costat del riu Millars, en la seua riba nord, enmig dels barrancs de Cotino i de la Balseta, i prop de l'Embassament de Vallat.

## Història
Històricament ha estat vinculada a la veïna Cirat. Després de la conquesta cristiana va pertànyer a Abu Zayd, qui va cedir el lloc al bisbe de Sogorb, i al seu torn, el 1247, a l'arquebisbe de Tarragona. De població morisca, abans de l'expulsió comptava amb 6 focs.
El 1628 queda dins de les terres del Comtat de Cirat, senyoriu creat per Felip V d'Espanya, i ostentat per la nissaga Carrós.
A mitjans del segle xix tenia 120 habitants.

## Festes i tradicions
Celebra les seues festes, en honor de la Mare de Déu dels Desamparats, el segon diumenge de setembre.

## Llocs d'interés
- Castell del Tormo
- Ermita de la Mare de Déu dels Desamparats.